# 平新縣
平新县（越南语：／）是越南永隆省下辖的一个县。

## 地理
平新县位于后江东岸，北接同塔省周城县，西接同塔省来𡑵县，西南和南接芹苴市乌门郡、平水郡和宁桥郡，东接三平县和平明市社。

## 历史
2020年1月10日，成东社部分区域划归新贵社，成东社部分区域划归成利社，成东社剩余区域划归新城社，成利社部分区域划归新贵社，新城社部分区域划归新平社；新贵社改制为新贵市镇。
2024年9月28日，越南国会常务委员会通过决议，自2024年11月1日起，新兴社并入新安盛社。

## 行政区划
平新县下辖1市镇8社，县莅新贵市镇。
- 新贵市镇（Thị trấn Tân Quới）
- 美顺社（Xã Mỹ Thuận）
- 阮文清社（Xã Nguyễn Văn Thảnh）
- 新安盛社（Xã Tân An Thạnh）
- 新城社（Xã Tân Thành）
- 新平社（Xã Tân Bình）
- 成中社（Xã Thành Trung）
- 新略社（Xã Tân Lược）
- 成利社（Xã Thành Lợi）